# Antharmostes sufflata
Antharmostes sufflata är en fjärilsart som beskrevs av Claude Herbulot 1982. Antharmostes sufflata ingår i släktet Antharmostes och familjen mätare. Inga underarter finns listade i Catalogue of Life.